# Miss Kicki
Miss Kicki è un film del 2009 diretto da Håkon Liu.
Si tratta dell'esordio in un lungometraggio del regista Liu, di padre taiwanese e madre norvegese, cresciuto professionalmente in Svezia, all'Università di Göteborg, dove è rimasto come insegnante nel dipartimento di cinematografia.

## Trama
Kicki torna in Svezia dopo tanti anni passati all'estero per lavoro. Il figlio Viktor, diciassettenne, è praticamente cresciuto con la nonna e continua a vivere con lei.
Per il suo compleanno Kicki è sola ma festeggia in videochiamata con un uomo di affari taiwanese con il quale intrattiene un rapporto a distanza. Poi a sorpresa è raggiunta da madre e figlio. Quindi, con l'idea di fare una sorpresa al suo amore lontano, pianifica una vacanza di una settimana a Taiwan in cui coinvolgere il figlio con il quale vorrebbe trascorrere più tempo.
Giunti a Taipei, madre e figlio trovano alloggio in un hotel modesto e poi decidono di passare il primo giorno separatamente. L'idea di Kicki è quella di andare a trovare Chang per fargli una sorpresa, ma giunta nel suo ufficio, a pochi metri da lui si blocca. 
Viktor, a zonzo per la città che non conosce, finisce per perdersi in un quartiere periferico, dove un ragazzo gentile di nome Didi si propone di fargli da guida mostrandogli lati poco noti della città.
Quindi madre e figlio si ritrovano in albergo ma continuano a parlarsi molto poco.
La cosa prosegue il giorno seguente ma poi Didi caccia Viktor nei guai e la madre è costretta a riprendere il figlio dalla polizia. Chiesto a un tassista se conoscesse un indirizzo, questi capisce male e porta Kicki, figlio e amico proprio a casa di Mr Chang. Kicki così vince le sue paure e si palesa venendo invitata in casa dalla moglie di Chang che presenta agli ospiti anche la figlia. Kicki è scioccata, c'è generale imbarazzo finché la compagnia non si scioglie, con Chang che, appartatosi, le dice di non volerla vedere più regalandole un soggiorno in un albergo di lusso in una località turistica lacustre dell'isola.
Lì si consuma la definitiva rottura tra madre e figlio che ha capito il vero motivo di questo viaggio esotico, mentre Didi, dovendo tornare a casa immediatamente, ruba del denaro a Kicki.
Tornati a Taipei Viktor viene rapito da una banda che aveva pedinato Didi. Kicki, per pagare il riscatto per liberare il figlio, chiede aiuto al ricchissimo Chang non sapendo come uscirne. Chang, pur di non vederla più, accetta. Kicki paga e riscatta Viktor, mentre la polizia, che all'insaputa di Kicki l'aveva seguita, arresta i rapitori.
Madre e figlio finalmente si riconciliano, consci di avere del tempo da recuperare, e che d'ora in poi non ne perderanno altro.

## Produzione
Il film è stato girato immediatamente prima della demolizione delle Case UFO di Sanzhi. Il complesso doveva essere originariamente demolito nel dicembre 2008, ma che, dopo che il regista Liu l'aveva perlustrato nel luglio dello stesso anno, il governo della contea di Taipei dietro richiesta della compagnia cinematografica decise di posticiparne la demolizione. Di fatto la pellicola è l'ultimo documento della presenza di questo "ecomostro" iniziato nel 1978 e mai portato a termine, ma che ha comunque influenzato l'estetica architettonica taiwanese dell'epoca.

## Riconoscimenti
- Guldbagge - 2011
  - Candidatura per la miglior attrice a Pernilla August
- Busan International Film Festival - 2009
  - Special Mention Award
- Festival del cinema di Stoccolma - 2009
  - Telia Film Award